# Анцано-дель-Парко
Анцано-дель-Парко (італ. Anzano del Parco, п'єм. Anzano del Parco) — муніципалітет в Італії, у регіоні Ломбардія, провінція Комо.
Анцано-дель-Парко розташоване на відстані близько 510 км на північний захід від Рима, 34 км на північ від Мілана, 11 км на південний схід від Комо.
Населення — 1787 осіб (2014).
Щорічний фестиваль відбувається 29 вересня. Покровитель — святий Архангел Михаїл.

## Демографія
Населення за роками:

Станом на 1 січня 2023 року в муніципалітеті офіційно проживало 57 іноземців з 19 країн, серед них 31 громадянин країн Євросоюзу та 3 громадяни України.

## Сусідні муніципалітети
- Альсеріо
- Альцате-Бріанца
- Лураго-д'Ерба
- Монгуццо
- Орсеніго